# Prosopandrophila distincta
Prosopandrophila distincta är en fjärilsart som beskrevs av Guérin-meneville 1843. Prosopandrophila distincta ingår i släktet Prosopandrophila och familjen bastardsvärmare. Inga underarter finns listade i Catalogue of Life.